# Willem van Oranje (televisieserie)
Willem van Oranje is een televisieserie die tussen 12 januari en 8 maart 1984 werd uitgezonden door de AVRO en de VOO. De serie was een Nederlands-Belgische coproductie en werd in België gelijktijdig uitgezonden door de BRT.
De serie bestond uit tien delen waarin het levensverhaal van Willem van Oranje wordt verteld. De belangrijkste rollen werden gespeeld door vooraanstaande Vlaamse en Nederlandse acteurs als Jeroen Krabbé, Linda van Dyck en Dora van der Groen. Willem van Oranje werd geregisseerd door Walter van der Kamp.
In 2005 werd de serie in een verkorte versie op dvd uitgebracht.

## Rolverdeling
| Acteur                | (Roep)naam in serie         | Volledige historische naam en functie                       |
| --------------------- | --------------------------- | ----------------------------------------------------------- |
| René van Asten        | Adolf                       | Adolf van Nassau (broer van Oranje)                         |
| Saskia ten Batenburg  | Eva                         | Eva Elincx (minnares van Oranje)                            |
| Tom van Beek          |                             | (grootinquisiteur)                                          |
| Carolien van den Berg |                             |                                                             |
| Hein Boele            | Don Juan                    | Juan van Oostenrijk (landvoogd)                             |
| Ida Bons              | Maria                       | Maria Rubens                                                |
| Steye van Brandenberg |                             | Willem van Nassau-Dillenburg (vader van Oranje)             |
| Ludo Busschots        | Aartshertog Matthias        | Aartshertog Matthias van Oostenrijk                         |
| Paul Cammermans       | "Sire" / De Keizer          | Keizer Karel V van het H.R.R.                               |
| Anton Cogen           |                             |                                                             |
| Joris Collet          |                             |                                                             |
| Jacques Commandeur    | Van der Werff               | Pieter Adriaansz. van der Werff (burgemeester van Leiden)   |
| Walter Cornelis       |                             |                                                             |
| Jules Croiset         | Parma                       | Alexander Farnese (hertog van Parma)                        |
| Hans Dagelet          | Lodewijk                    | Lodewijk van Nassau (broer van Oranje)                      |
| Jo De Meyere          | Lumey                       | Willem II van der Marck Lumey (admiraal geuzenvloot)        |
| Paul Deen             |                             | (hofmaarschalk)                                             |
| Marlies Disch         | Prinses Eboli               | Ana de Mendoza y de la Cerda (prinses van Eboli)            |
| Linda van Dyck        | Anna                        | Anna van Saksen (2e vrouw Oranje)                           |
| Paul van Gorcum       |                             | Juan de Vargas (Spaans rechter)                             |
| Dora van der Groen    | "Madame" / De landvoogdes   | Margaretha van Parma (landvoogdes)                          |
| Jules Hamel           | Jan van Nassau              | Jan VI van Nassau-Dillenburg (broer van Oranje)             |
| André van den Heuvel  | Alva                        | Fernando Álvarez de Toledo (hertog van Alva, landvoogd)     |
| Cees Heyne            | Hendrik                     | Hendrik van Nassau (broer van Oranje)                       |
| Ferd Hugas            | Romero                      | Julian Romero (Spaans legerleider)                          |
| Ad van Kempen         |                             |                                                             |
| Michiel Kerbosch      |                             | (lijfwacht)                                                 |
| Teuntje de Klerk      |                             |                                                             |
| Frans Koppers         | Brederode                   | Hendrik van Brederode (geuzenleider)                        |
| Jasper Krabbé         | Willem                      | Willem van Oranje (als jongen)                              |
| Jeroen Krabbé         | Oranje / Willem             | Willem van Oranje (volwassen)                               |
| Martijn Krabbé        | Filips Willem               | Filips Willem van Oranje (zoon van Oranje)                  |
| Lou Landré            | Requesens                   | Luis de Zúñiga y Requesens (landvoogd)                      |
| Emmy Leemans          | "Madame" / De landvoogdes   | Maria van Hongarije (landvoogdes)                           |
| Marc Leemans          |                             |                                                             |
| Derek de Lint         |                             | Koning Hendrik II van Frankrijk                             |
| Jacky Morel           | Hoorne                      | Filips van Montmorency (graaf van Hoorne)                   |
| Willem Nijholt        | Filips / "Sire" / De Koning | Koning Filips II van Spanje                                 |
| Valentijn Ouwens      | Don Carlos                  | Carlos van Spanje (Spaanse kroonprins)                      |
| Sjoerd Pleijsier      |                             | Balthasar Gerards (huurmoordenaar)                          |
| Ugo Prinsen           |                             |                                                             |
| Roelant Radier        |                             | (lijfwacht)                                                 |
| Machteld Ramoudt      | Louise                      | Louise de Coligny (4e vrouw Oranje)                         |
| Henk Rigters          | Paulus                      | Paulus Buys (raadsman van Oranje)                           |
| Han Römer             | Koppelstock                 | Veerman Jan Pieterszoon Koppelstock                         |
| Ramses Shaffy         | Egmont                      | Graaf Lamoraal van Egmont                                   |
| Johan Sirag           |                             | (arts)                                                      |
| Liz Snoijink          | Anna van Buren              | Anna van Egmont (1e vrouw Oranje)                           |
| Huub Stapel           | Anjou                       | Hertog Frans van Anjou (Staatse landvoogd)                  |
| Lou Steenbergen       | Eboli                       | Ruy Gómez de Silva (prins van Eboli)                        |
| Jan Teulings          | August                      | Keurvorst August van Saksen (oom 2e vrouw Oranje)           |
| Henk van Ulsen        | Musius                      | Cornelis Musius (priester, vriend Oranje)                   |
| Nele Vandendriessche  |                             | Charlotte de Bourbon (3e vrouw Oranje)                      |
| Oswald Versyp         | Berlaymont                  | Karel van Berlaymont (raadsman van de landvoogd(es))        |
| Louis Vervoort        |                             | (nar)                                                       |
| Karel Vingerhoets     |                             | Jean Jaureguy (huurmoordenaar)                              |
| Lucie Visser          |                             |                                                             |
| Bram van der Vlugt    | Marnix                      | Filips van Marnix van Sint-Aldegonde (assistent van Oranje) |
| Ellen Vogel           | Juliana                     | Juliana van Stolberg (moeder van Oranje)                    |
| Siem Vroom            | Granvelle                   | Kardinaal Antoine Perrenot de Granvelle                     |
| Alex Wilequet         | Aerschot                    | Filips III van Croÿ (hertog van Aarschot)                   |
| Hans van der Woude    |                             | St. Luc                                                     |

## Plot
De serie vertoont het decadente leven van de Nederlandse adel in het midden van de 16e eeuw, waarbinnen Willem van Oranje al snel de belangrijkste figuur wordt. Wanneer het bestuur over de Nederlanden van Karel V overgaat op Filips II, de vervolging van protestanten strenger wordt en de macht van de adel verzwakt, worden Oranje en de andere edelen gedwongen zich te bezinnen en oppositie te voeren tegen het nieuwe bewind. Ondertussen worstelt Oranje met zijn privéleven, waarin hij een relatie heeft met Eva Elincx, terwijl een man van zijn stand een edelvrouw moet trouwen; zijn huwelijken met Anna van Egmont en vooral Anna van Saksen waren minder gelukkig. Hij was vaak lang niet thuis voor vergaderingen, vredesmissies en oorlogen. Hoewel katholiek, kan Oranje het niet aanzien dat protestanten wreed worden gemarteld en vermoord; zijn ouders wijzen hem op zijn hypocrisie omdat in zijn gebieden protestanten ook worden vervolgd, waarop hij last krijgt van zijn geweten. Uiteindelijk komt het tot een breuk tussen de edelen en kiest Oranje voor gewapend verzet, waarover hij min of meer de leiding neemt. Met successen en tegenslagen probeert Oranje de godsdienstvrede voor alle Nederlanders te bereiken, tot hij ten slotte wordt vermoord door een vertrouweling, Balthasar Gerards, ingehuurd door Filips II om de opstand te onderdrukken.
Het verhaal concentreert zich op de politieke strijd van Willem van Oranje in (het voorspel van) de Tachtigjarige Oorlog; gevechten komen nauwelijks voor. Ook zijn er scènes waarin de worstelingen van Filips II, Granvelle en Margaretha van Parma worden getoond, zodat men niet alleen door de ogen van Oranje de verwikkelingen kan volgen.